# Critical Role (1-я кампания)
Первая кампания шоу Critical Role выходила на канале бренда Geek & Sundry на платформе Twitch в прямом эфире каждый четверг в 7 вечера по тихоокеанскому времени, начиная с 12 марта 2015 года и до 12 октября 2017 года. Начиная с июня 2015 года, серии также стали загружаться на канал Geek & Sundry на YouTube. С ноября 2016 года выпуски также стримились на платформе Project Alpha компании Legendary.

## Состав

### Основной состав
- Мэттью Мерсер — Мастер подземелий
- Трэвис Уиллингхэм — Грог Стронгджо, голиаф-варвар/воин / Бертран Белл, человек-воин (ваншот "The Search for Grog")
- Мариша Рэй — Килет из народа Ашари, полуэльфийка-друидка
- Талесин Джаффе — лорд Персиваль «Перси» Фредрикштайн фон Мюзэл Клоссовски де Роло III, человек-стрелок
- Эшли Джонсон — Пайк Трикфут, гномка-жрица
- Сэм Ригел — Сканлан Шортхалт, гном-бард (1-85 эпизоды, 99-115 эпизоды) / Тэрион Дэррингтон, человек-изобретатель (85-102 эпизоды)
- Лиам О’Брайен — Вакс'илдан («Вакс»), полуэльф-плут/паладин/друид (основная кампания) / Лиев'тел Тулуз, эльфийка-жрица (ваншоты "The Search for Grog" и "The Search for Bob" / Дэрриг, полуэльф-воин (ваншот "Dalen's Closet")
- Лора Бэйли — Векс'алия, впоследствии Векс'алия де Роло («Векс»), полуэльфийка-следопытка/плутовка

### Временные участники и гости
- Орион Акаба — Тибериус Стормвинд, драконорождённый-чародей (1-27 эпизоды)
- Мэри Элизабет Макглинн — Зара Хайдрис, тифлинг-колдунья (18-19, 43-44, 78, 114-115 эпизоды)
- Фелиция Дэй — Лайра, человек-волшебница (18-19 эпизоды)
- Уилл Фридел — Кэшо Веш, человек-жрец (20-21, 43-44 эпизоды, 78, 114-115 эпизоды)
- Уил Уитон — Торбир Фальбек, дварф-воин (20-21 эпизоды)
- Кит Басс — Лиллит Датурай, тифлинг-волшебница (25 эпизод)
- Джейсон Чарльз Миллер — Гарток, полуорк-плут (41 эпизод)
- Крис Хардвик — Гёрн Бланстон, драконорождённый-волшебник (46 эпизод)
- Крис Перкинс — Шейл, голиафка-воительница (55 эпизод)
- Патрик Ротфусс — Керрек, человек-паладин (56, 81-84 эпизоды)
- НД Стивенсон — Това, дварфийка-кровавая охотница (92-93 эпизоды)
- Джон Хидер — Лайонел Гейхарт, полуорк-варвар/бард (99-100 эпизоды)
- Дэрин Де Пол — Спригг, гном-плут (105-106 эпизоды)
- Джо Манганьелло — Аркан, драконорождённый-паладин/варвар (113-114 эпизоды)

## Сюжет
Проходящие на стримах сессии сюжетно продолжили кампанию, которую Мерсер и игроки вели в дружеском кругу несколько лет до этого. Партия Вокс Макина (англ./лат. Vox Machina, букв. «голосовая машина», отсылка к профессии игроков) получает очередной квест от своей знакомой, волшебницы Аллуры Вайсорен — им нужно найти её возлюбленную Киму из Вордов, пропавшую под городом Крэгхаммер. С этого момента начинаются приключения героев на континенте Тал'Дорей и других планах Экзандрии (авторского сеттинга Мэтта Мерсера), которые столкнут их с ужасающей четой Брайарвудов, грозным драконьим Конклавом Цвета и даже печально известным архиличом Векной.

## Эпизоды
Арка «Крэгхаммер и Вассельхайм»
| № | Название                                                       | Дата показа         |
| 1 | «Прибытие в Крэгхаммер» / «Arrival to Kraghammer»              | 12 марта 2015 года  |
| --- | -------------------------------------------------------------- | ------------------- |
| Вокс Макина прибывает в дварфийский город Крэгхаммер по заданию волшебницы Аллуры Вайсорен, чтобы найти леди Киму из Вордов — паладиншу Бахамута, отправившуюся туда после видения о древнем зле. Разузнав о последнем известном её местонахождении, партия отправляется к шахте Грейспайн и сражается у её входа с мерзким чудовищем. |                                                                |                     |
| 2 | «В шахту Грейспайн» / «Into the Greyspine Mines»               | 19 марта 2015 года  |
| Носток Грейспайн предлагает группе награду за уничтожение тёмных сил под городом. Вокс Макина начинает свой спуск в шахты Крэгхаммера. |                                                                |                     |
| 3 | «Странные знакомства» / «Strange Bedfellows»                   | 26 марта 2015 года  |
| Вакс, Векс и Сканлан, совершив вылазку в лагерь дуэргаров, понимают, что его обитателей контролирует иллитид. Затем Килет и Векс, исследуя окрестности, встречают другого иллитида-изгоя Клароту. |                                                                |                     |
| 4 | «Атака на лагерь дуэргаров» / «Attack on the Duergar Warcamp»  | 2 апреля 2015 года  |
| Партия находит знак, оставленный леди Кимой. Кларота рассказывает Вокс Макине о существе по имени К'варн, захватившем его колонию иллитидов. ВМ соглашается помочь Клароте в обмен на возможность спокойно покинуть Подземье после этого. Проработав план, группа атакует лагерь дуэргаров. |                                                                |                     |
| 5 | «Трюк с падением» / «The Trick About Falling»                  | 9 апреля 2015 года  |
| Выведав у генерала дуэргаров сведения о Киме и К'варне, группа спешно сбегает дальше в туннель. Пайк открывается видение дуэргарской крепости Эмберхолд и города иллитидов Яг'ворил. |                                                                |                     |
| 6 | «Проникая в Эмберхолд» / «Breaching the Emberhold»             | 16 апреля 2015 года |
| Вокс Макина и Кларота спускаются всё ниже под землёй и достигают Эмберхолда. Найдя тайный вход в крепость, они освобождают Киму, которую всё это время держали в плену и пытали. Кима встревожена тем, что партию сопровождает иллитид, но всё же после ожесточённых споров она нехотя соглашается продолжать путь вместе с ним. |                                                                |                     |
| 7 | «Тронный зал» / «The Throne Room»                              | 23 апреля 2015 года |
| Добравшись до тронного зала, партия вступает в битву с королём дуэргаров и его армией. Король убит, но королеве Уларе удаётся сбежать, забрав с собой очарованного Грога. После боя ВМ ретируется из крепости, которую начинает заливать лава. |                                                                |                     |
| 8 | «Стекло и кости» / «Glass and Bone»                            | 30 апреля 2015 года |
| Выбравшись из Эмберхолда и отдохнув, герои узнают от Кимы, что в своём видении ей открылось знание о демоне Оркусе и двух его рогах, одним из которых сейчас владеет К'варн. Преследуя королеву Улару и Грога, партия с боем пересекает большую яму, наполненную стеклом и костями. |                                                                |                     |
| 9 | «Исследуя Яг'ворил» / «Yug'Voril Uncovered»                    | 7 мая 2015 года     |
| Вокс Макина врывается в лагерь, разбитый королевой Уларой и компанией, освобождает Грога и берёт Улару в плен. Во время допроса сквозь неё начинает говорить К'варн. Он приглашает группу посетить его в храме города иллитидов. Пока Киму отвлекает Сканлан, Килет предлагает вернуться на поверхность, но остальная партия считает, что нужно разобраться с Рогом Оркуса. Килет и Кима, до этого не до конца доверявшие друг другу, мирятся. ВМ достигает озера, окружающего Яг'ворил. |                                                                |                     |
| 10 | «Явление К'варна» / «K'Varn Revealed»                          | 14 мая 2015 года    |
| После битвы с нежитью Вокс Макина находит брешь между мирами, которую Кларота определяет как портал в Дальний предел, через который, скорее всего, К'варн и проник на материальный план. Килет заваливает портал камнями, а затем проводит ритуал, позволяющий ей увидеть, где К'варн находится сейчас. Увидев его воочию, она понимает, что это бехолдер. Группа начинает продвигаться к Яг'ворилу. |                                                                |                     |
| 11 | «Битва в храме» / «The Temple Showdown»                        | 21 мая 2015 года    |
| Сразившись с гигантом на подходе к Яг'ворилу, ВМ обретает над ним контроль и прорабатывает план нападения на К'варна, в котором гигант будет центральным звеном. Поднявшись над храмом, партия сбрасывает гиганта на конструкцию, которая позволяла К'варну контролировать Главный мозг иллитидов. Завязывается битва с К'варном, в ходе которой Грог успевает умереть, но его воскрешает Пайк. К'варна убивают, но Рог возвращает его к жизни; партия убивает его снова, и Тибериус отрывает Рог от его тела. После битвы Вокс Макину начинает окружать толпа иллитидов... |                                                                |                     |
| 12 | «Советы по D&D-кампаниям» / «Dungeons & Dragons Campaign Tips» | 28 мая 2015 года    |
| Специальный выпуск, в котором Мэтт даёт советы начинающим мастерам, а затем экспромтом проводит игру новичкам в D&D Заку Юбэнку, Дэну Кейси и Ифи Нвадиве. Это единственный специальный внесюжетный эпизод Critical Role, который включался в нумерацию кампаний, в дальнейшем все игры или передачи под брендом CR из неё выводились. |                                                                |                     |
| 13 | «Побег из Подземья» / «Escape from the Underdark»              | 4 июня 2015 года    |
| Пока Вокс Макина решает, что делает с окаменевшей во время битвы Кимой и Рогом, в зал храма входят иллитиды, которые, похоже, принимают Клароту обратно. Кларота предаёт и атакует партию. ВМ атакует Главный мозг, параллельно пытаясь сбежать, и в итоге им удаётся телепортироваться в город Имон. Вернувшись в свою крепость Грейскалл, ВМ снимает окаменение с Кимы, и та объясняет им, что её миссией было достать Рог и надёжно запечатать его так, чтобы никто не знал о его местонахождении. На следующее утро героев вызывают к Владыке Уриэлю. |                                                                |                     |
| 14 | «Шопинг и шиппинг» / «Shopping and Shipping»                   | 11 июня 2015 года   |
| Вокс Макина вновь встречается с Аллурой Вайсорен, между Кимой и Аллурой происходит трогательное воссоединение. Аллура советует партию упомянуть о Роге перед Советом Тал'Дорея. Аллура упоминает, что недавно встречалась с лордом и леди Брайарвуд, Владыка Уриэль также в присутствии Вокс Макины упоминает о письме в их адрес. На приёме Владыка и Совет соглашаются, что Рог нельзя хранить в Имоне, так что Вокс Макина, Кима и член Совета Тофор Броторус отправятся в Вассельхайм, город на континенте Иссилра. Перси спрашивает Уриэля о визите Брайарвудов и узнаёт, что Брайарвуды планируют наладить торговлю между Уайтстоуном, городом, где они правят, и Имоном. В ответ на это он просит Уриэля уведомить его об их следующем прибытии — он хотел бы «устроить им сюрприз». ВМ направляется в магазин своего друга торговца Шона Гилмора, чтобы закупиться перед полётом, Вакс и Гилмор устраивают мини-свидание. |                                                                |                     |
| 15 | «В небеса» / «Skyward»                                         | 25 июня 2015 года   |
| Когда приготовления завершены, Вокс Макина с последователями Бахамута на воздушном корабле отправляются в Вассельхайм. Во время полёта на них нападает группа всадников-пиратов на грифоне и вивернах. |                                                                |                     |
| 16 | «Вассельхайм» / «Enter Vasselheim»                             | 2 июля 2015 года    |
| Прибыв в Вассельхайм, группа узнаёт, что в городе запрещена любая магия. Килет, летевшая над партией в этот момент в облике орла, видит гидру, с которой борется городская стража, и отлетает посмотреть. Когда она возвращается обратно к остальным, её тут же арестовывают, но отпускают, узнав, что она с Вокс Макиной. Их приветствует сам Ворд и предлагает поместить Рог в один из залов подземелья под храмом Бахамута, который прежде нужно очистить от пауков. ВМ успешно делает это, и Кима со служителями Бахамута запечатывают артефакт. После этого Ворд упоминает, что рядом с Вассельхаймом был найден заброшенный храм Саренрэй, богини, которой поклоняется Пайк. Пайк, узнав об этом, остаётся восстанавливать храм и на время покидает партию. |                                                                |                     |
| 17 |                                                                |                     |
| |                                                                |                     |
| 18 |                                                                |                     |
| |                                                                |                     |
| 19 |                                                                |                     |
| |                                                                |                     |
| 20 |                                                                |                     |
| |                                                                |                     |

Арка «Брайарвуды»
| № | Название | Дата показа |
| - | -------- | ----------- |
|   |          |             |
|   |          |             |
|   |          |             |
|   |          |             |
|   |          |             |
|   |          |             |
|   |          |             |
|   |          |             |
|   |          |             |
|   |          |             |
|   |          |             |
|   |          |             |
|   |          |             |
|   |          |             |
|   |          |             |
|   |          |             |
|   |          |             |

Арка «Конклав цвета»
| № | Название | Дата показа |
| - | -------- | ----------- |
|   |          |             |
|   |          |             |
|   |          |             |
|   |          |             |
|   |          |             |
|   |          |             |
|   |          |             |
|   |          |             |
|   |          |             |
|   |          |             |
|   |          |             |
|   |          |             |
|   |          |             |
|   |          |             |
|   |          |             |
|   |          |             |
|   |          |             |

Арка «Тэрион Дэррингтон»
| № | Название | Дата показа |
| - | -------- | ----------- |
|   |          |             |
|   |          |             |
|   |          |             |
|   |          |             |
|   |          |             |
|   |          |             |
|   |          |             |
|   |          |             |
|   |          |             |
|   |          |             |
|   |          |             |
|   |          |             |
|   |          |             |
|   |          |             |
|   |          |             |
|   |          |             |
|   |          |             |

Арка «Векна»
| № | Название | Дата показа |
| - | -------- | ----------- |
|   |          |             |
|   |          |             |
|   |          |             |
|   |          |             |
|   |          |             |
|   |          |             |
|   |          |             |
|   |          |             |
|   |          |             |
|   |          |             |
|   |          |             |
|   |          |             |
|   |          |             |
|   |          |             |
|   |          |             |
|   |          |             |
|   |          |             |

## Приквелы и продолжения
- В книге «Vox Machina: Kith & Kin» рассказывается о жизни Вакса и Векс до встречи с Вокс Макиной.
- Видео «История Вокс Макины» (англ. The Story of Vox Machina) кратко пересказывает, что происходило в домашней части кампании[3].
- Комиксы «Critical Role. Vox Machina. Начало»[4] подробнее раскрывают события «Истории Вокс Макины», от изначальной встречи партии в Стилбене до прибытия в Крэгхаммер.
- Одиночные игры («ваншоты») «В поисках Грога» (англ. The Search for Grog) и «В поисках Боба» (англ. The Search for Bob) рассказывают об упомянутом в финальном эпизоде кампании моменте, когда Грог вытянул карту из Колоды многих вещей и пропал. В ваншоте «Закуток Далена» (англ. Dalen's Closet) Вокс Макина через год после окончания событий основной кампании пытается не дать вернувшемуся Сайласу Брайарвуду сорвать свадьбу Перси и Векс. Проведение ваншотов «В поисках Боба» и «Закуток Далена» входило в дополнительные цели сбора средств на создание «Легенды о Vox Machina»[5][6].
- Руководство для пятой редакции D&D Tal'Dorei Campaign Setting Reborn раскрывает, как сложилась судьба Вокс Макины через много лет после событий кампании[7].
- «Vox Machina: Stories Untold» — сборник историй о знаковых NPC кампании.

## Адаптации
- «Легенда о Vox Machina» (англ. The Legend of Vox Machina) — частично краудфандинговый анимационный сериал по мотивам кампании.

## Популярность
По данным, предоставленным Geek & Sundry для материала Polygon в начале 2016 года, за первые девять месяцев эпизоды кампании были просмотрены более 37 миллионов раз, канал Geek & Sundry на YouTube достиг за это время достиг миллиона подписчиков, а канал на Twitch — более 10 тысяч платных подписчиков.
В период с сентября 2016 года по октябрь Geek & Sundry регулярно попадал в топ-10 каналов Twitch по платным подпискам за месяц.

## Критика
Многие журналисты и блоггеры отмечают, что кампания — «прекрасная смесь отыгрыша, действия и интриги», которая работает как в формате видео, так и в формате подкаста и «идеально подходит для тех, кто любит и играет в D&D». Первую кампанию считают достойным продолжателем жанра «ролевых игр со зрителями» после Acquisitions Incorporated и даже относят к факторам возрождения популярности D&D.
Впрочем, Райан Тейтман из Slate пишет, что, по его мнению, «правила  — это лишь каркас, удерживающий вместе сюжет», и главная причина, по которой люди увлечены шоу, это не «броски костей или заклинания», это человечность неидеальных героев. The Fifth World полагает, что помимо харизматичных игроков, главным «продающим» элементом кампании является мастер Мэтт Мерсер, создающий «сложный мир, населённый множеством интересных уникальных персонажей». Кампанию также хвалят за «органично развивающиеся любовные линии».
Начальные эпизоды шоу часто называют «неприветливыми для новичков» из-за того, что зритель встречает героев в середине их пути и что первая арка кампании в Подземье «помещает персонажей в непривычные для них условия».